# Daniel Althaus
Daniel Althaus (geboren 1978 in Göttingen) ist ein deutscher Archivar und Historiker.

## Leben
Althaus studierte an der Philosophischen Fakultät der Universität Göttingen und machte 2006 seinen Magister mit einer Abhandlung über die Wilderer im Solling und der Versuch ihrer Bekämpfung im 18. und 19. Jahrhundert. Er promovierte 2015 mit einer Arbeit über sein Heimatgebiet, das sich mit der dortigen Geschichte zur Glasherstellung befasst. Der Titel seiner Doktorarbeit lautet Die Fabrik im Wald. Glas und Spiegel aus Amelith und Polier.
Althaus ist als Stadtarchivar und Museumsleiter in Uslar angestellt. Er engagiert sich im Sollingverein, dessen 1. Vorsitzender er ist, und im Museums- und Kulturverein seines Heimatortes Ahlbershausen. Zudem war er als Jäger Hackelberg als Stadtführer in Uslar tätig.

## Themenschwerpunkte
In seinen Werken befasst sich der Historiker vor allem mit der Geschichte des Sollings.
Im Buch über die Wilderer im Solling dokumentiert Althaus Fälle von Wilderei im 18. und 19. Jahrhundert, die in alten Akten verzeichnet sind. Er gibt Einblicke in die Motive der Wilderer einerseits und die Gegenmaßnahmen der Behörden, die sich teilweise durch die mitten durch den Solling verlaufende Grenze zwischen dem Herzogtum Braunschweig und dem Königreich Hannover schwierig gestalteten.
Sein Buch Die Fabrik im Wald über die Spiegelglashütte Amelith und Polier beleuchtet sowohl den rasanten Aufstieg der Hütte und ihren Niedergang, der in einem Großfeuer endete, als auch die Lebensumstände der dort arbeitenden Bevölkerung. Althaus beschreibt zudem, welche gesundheitlichen Folgen die Herstellung des Glases für den Prunk und Glanz der Fürstenhäuser für die Glasarbeiter mit sich brachte, und die landschaftlichen Veränderungen durch den Holzeinschlag.

## Veröffentlichungen
- Wilderer im Solling und der Versuch ihrer Bekämpfung im 18. und 19. Jahrhundert. Jörg Mitzkat, Holzminden 2006, ISBN 3-931656-93-4 (Magisterarbeit an der Universität Göttingen).
- Kaisers Zeiten das Uslarer Land um 1900. Jörg Mitzkat, Holzminden 2008, ISBN 978-3-940751-02-7.
- Die Fabrik im Wald. Glas und Spiegel aus Amelith und Polier (= Beiträge zur Geschichte des Sollings und des Wesertals. Band 2). Jörg Mitzkat, Holzminden 2015, ISBN 978-3-940751-46-1 (Doktorarbeit an der Universität Göttingen).